# Prunelli-di-Fiumorbo
Pour les articles homonymes, voir Prunelli et Fiumorbo.
Prunelli-di-Fiumorbo est une commune française située dans la circonscription départementale de la Haute-Corse et le territoire de la collectivité de Corse. Elle appartient à l'ancienne piève de Cursa dont elle était le chef-lieu, dans le Fiumorbo.

## Géographie

### Point de vue
Prunelli, tout comme Borgo et Antisanti, est un village-belvédère de la côte orientale. On voit une large partie de la plaine, l'île d'Elbe et Montecristo. Par temps clair l'Italie continentale peut être aperçue.

### Situation
La commune de Prunelli-di-Fiumorbo est située au sud de la plaine orientale, sur la rive droite du fleuve Fiumorbo. C'est une commune de moyenne et basse altitude, adossée à la chaîne centrale à la hauteur de la Punta di a Capella, et s'étendant sur 10 kilomètres d'ouest en est jusqu'à la mer Tyrrhénienne.
Sa partie ouest couvre une butte élevée (583 mètres d'altitude) de 4 kilomètres sur 5 entre le torrent de Varagno au nord et le fleuve Abatesco au sud. C'est sur cette butte presque entièrement boisée qu'est installé le vieux village.
Le centre de la commune est une plaine en légère pente du nord-ouest vers le sud-est, d'altitude comprise entre 80 et 10 mètres. Là se regroupe la plus grande partie de la population dans un chapelet de hameaux répartis le long des routes, notamment l'axe est-ouest dit « route de la plaine ».
À l'est de la RT 10 (ex-RN 198) s'étend une zone marécageuse progressivement asséchée mais encore peu exploitée. Elle se termine en bord de mer par une zone humide classée ZNIEFF entre les estuaires du Fiumorbo et de l'Abatesco (marais de Canna et étang de Gradugine, stagni di Gradughjine e d'a Canna, 207 ha).
Prunelli fait partie des 143 communes regroupées au sein du Parc naturel régional de Corse.

### Principaux hameaux
- Migliacciaro (U Millacciaghju), en bordure de la route nationale, progressivement devenu le centre vital de la commune (commerces, services, lycée, église, etc.).
- Morta (A Morta), sur la route de la plaine.
- Abbazia (L'Abbazia, c'est-à-dire « l'abbaye »), bifurcation entre la route de Poggio et la route remontant la vallée de l'Abatesco.
- Agnatello, ancien lieu industriel, sur la route de l'Abatesco.
- Casamozza, sur la route nationale, au sud.

Autour de ces hameaux traditionnels se développent des lotissements modernes : Querciolo (u Quarciolu, « le petit chêne »), Machiuncello, etc.

### Communes limitrophes
| Poggio-di-Nazza       |                      | Ghisonaccia |
| Isolaccio-di-Fiumorbo | Prunelli-di-Fiumorbo |             |
|                       | Serra-di-Fiumorbo    |             |

## Urbanisme

### Typologie
Au 1er janvier 2024, Prunelli-di-Fiumorbo est catégorisée bourg rural, selon la nouvelle grille communale de densité à sept niveaux définie par l'Insee en 2022.
Elle appartient à l'unité urbaine de Prunelli-di-Fiumorbo, une unité urbaine monocommunale constituant une ville isolée,. La commune est en outre hors attraction des villes,.
La commune, bordée par la mer Méditerranée, est également une commune littorale au sens de la loi du 3 janvier 1986, dite loi littoral. Des dispositions spécifiques d’urbanisme s’y appliquent dès lors afin de préserver les espaces naturels, les sites, les paysages et l’équilibre écologique du littoral, tel le principe d'inconstructibilité, en dehors des espaces urbanisés, sur la bande littorale des 100 mètres, ou plus si le plan local d’urbanisme le prévoit.

### Occupation des sols
L'occupation des sols de la commune, telle qu'elle ressort de la base de données européenne d’occupation biophysique des sols Corine Land Cover (CLC), est marquée par l'importance des territoires agricoles (46,2 % en 2018), en augmentation par rapport à 1990 (44,4 %). La répartition détaillée en 2018 est la suivante : 
forêts (38,4 %), zones agricoles hétérogènes (35,1 %), prairies (10,4 %), zones urbanisées (9,4 %), zones humides côtières (2,9 %), milieux à végétation arbustive et/ou herbacée (1,1 %), mines, décharges et chantiers (0,7 %), cultures permanentes (0,7 %), espaces verts artificialisés, non agricoles (0,6 %), zones industrielles ou commerciales et réseaux de communication (0,5 %). L'évolution de l’occupation des sols de la commune et de ses infrastructures peut être observée sur les différentes représentations cartographiques du territoire : la carte de Cassini (XVIIIe siècle), la carte d'état-major (1820-1866) et les cartes ou photos aériennes de l'IGN pour la période actuelle (1950 à aujourd'hui).

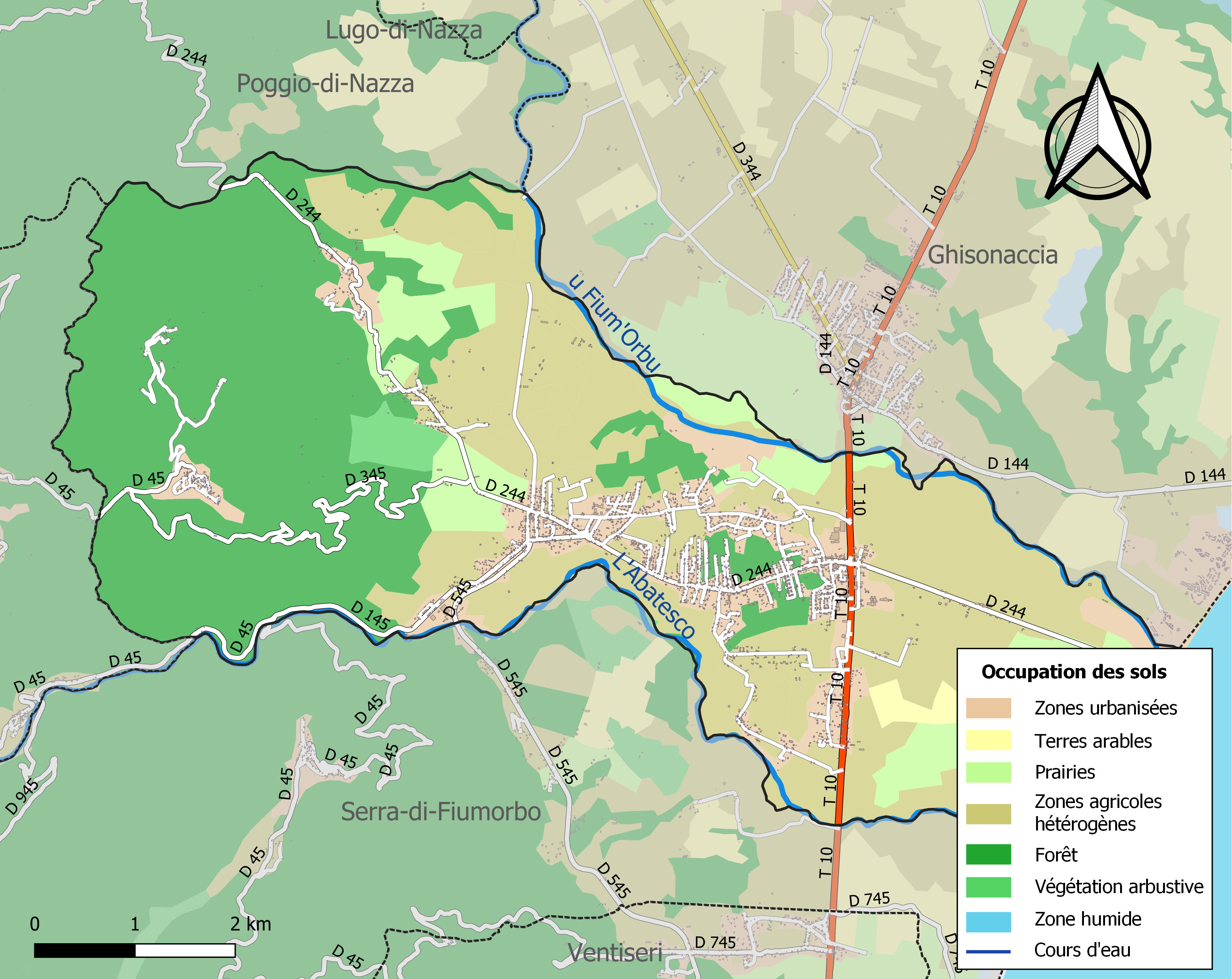
Carte des infrastructures et de l'occupation des sols de la commune en 2018 (CLC).

## Histoire

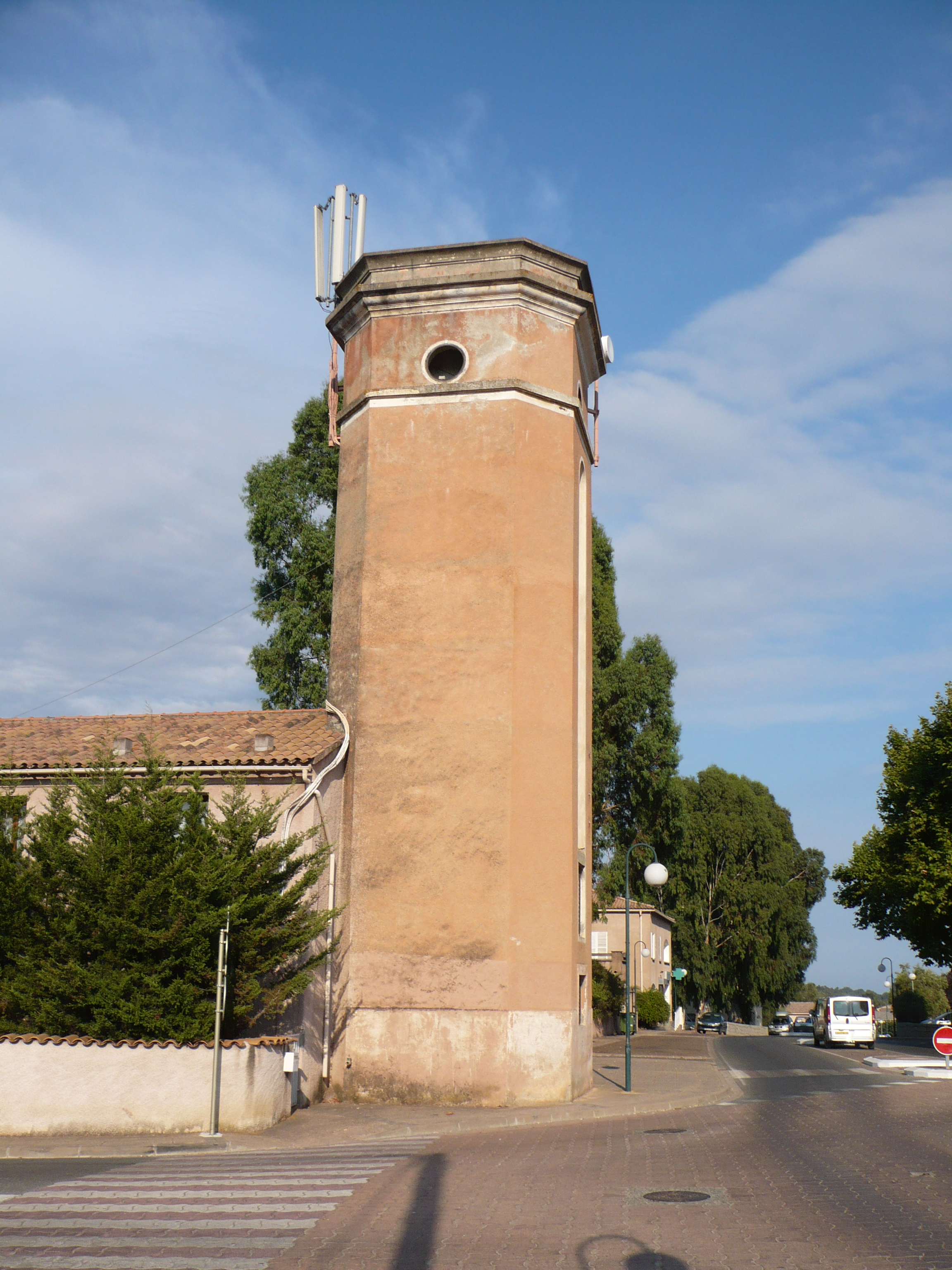
La tour de la Fortef à Migliacciaro.

Koumsénoi et Cumanesi, sont les noms, respectivement grec et romain, donnés aux habitants (tribus) du Fium'Orbu, d'après Ptolémée (90-168).
Le traité de Prunelli mettant fin à la guerre du Fiumorbo y fut signé en 1816 entre le général Amédée Willot et le commandant Bernardin Poli.
Dans les années 1930, une entreprise d'exploitation forestière, la FORTEF (Forces et Terres du Fium'orbu), a permis un véritable essor de la commune. Ainsi, elle a été l'une des premières en Corse à avoir l'électricité. Un port aménagé à Calzarellu dans l'embouchure du fleuve Fium'Orbu pouvait accueillir un navire à vapeur pour le transport du bois. Des meubles étaient également fabriqués et exportés. Le Ministère de la Culture a référencé les nombreuses traces de cette industrie du bois.
Durant la Seconde Guerre mondiale, la Corse, première région libérée de l'Occupation, a permis aux alliés d'avoir une tête de pont en Méditerranée pour couper la retraite des Italiens vers le nord. La plaine du Fium'orbu - Ghisunaccia en a été la plaque tournante.

## Économie
Un plan local d'urbanisme (PLU) a été mis en place durant la dernière mandature municipale (2001-2008) qui permettra d'éviter le développement anarchique et notamment le « mitage » que connaissent nombre de communes de Corse.
Malgré ce plan, le problème de l'indivision reste un frein à la mise en œuvre d'une véritable politique de gestion du foncier car les terrains municipaux disponibles ne sont plus assez nombreux en plaine, ce qui obligera pour le futur à exercer les droits de préemption de la commune en particulier sur des terrains appartenant majoritairement à la Société d'aménagement foncier et d'établissement rural afin d'envisager un développement industriel et commercial que la commune n'a plus connu depuis l'entre-deux-guerres car, malgré son passé industriel, l'industrie est aujourd'hui absente de la commune et les emplois n'y sont pas concentrés mais plutôt éparpillés dans les communes limitrophes.
Le taux de chômage en 2004 était de 18,3 % et le revenu moyen par ménage de 11 393 euros par an.
Les principales activités de la commune sont le petit commerce de proximité, l’élevage, l’agriculture, le tourisme, l'artisanat, les services et l'administration.
La mise en œuvre par le maire Timo Pieri, d'une politique tournée vers le handicap et la gérontologie a permis la réalisation d'infrastructures nécessaires à ces activités sur la commune (principalement foyer logement A Ziglia et CAT) mais la région reste sinistrée médicalement faute de mise en place d'une AMU ou d'un véritable système de gestion des urgences, l'Agence régionale hospitalière restant sourde aux revendications des administrés de toutes les communes alentour réclamant sa mise en place dans un endroit situé à deux heures de route du premier poste de prise en charge (centre hospitalier de Bastia).
Le réseau électrique et d'eau potable dessert l'ensemble des administrés le défi restant désormais l'accès pour tous aux nouveaux moyens d'information et de communications afin que la commune entre de plain-pied dans ce siècle ainsi que la mise en œuvre d'une véritable politique de développement durable (photovoltaïque, petit hydraulique, etc.) apte à améliorer la vie des générations futures sans négliger la gestion du présent (traitement des déchets, gestion de la ressource hydraulique en sous-sol, action en faveur de l'installation d'acteurs économiques capables de générer de véritables flux financiers et autres actions de sécurité et de salubrité publique).

## Politique et administration

### Liste des maires
| Période                                  | Période      | Identité                   | Étiquette            | Qualité                                         |
| ---------------------------------------- | ------------ | -------------------------- | -------------------- | ----------------------------------------------- |
| 1804                                     |              | Prosper Ottomani           | 1er Empire           |                                                 |
| 1815                                     |              | Giacomo Ottomani           | 1er Empire           |                                                 |
| 1830                                     |              | Pierre Pieri               | Monarchie de juillet |                                                 |
|                                          |              | Gelormini                  | Monarchie de juillet |                                                 |
| 1848                                     |              | Paoli                      | IIe République       |                                                 |
|                                          |              | Marc Antoine Castellani    | IIe République       |                                                 |
| 1871                                     |              | Lucien Paoli               |                      |                                                 |
|                                          |              | F.D Valentini              |                      |                                                 |
|                                          | 1899         | Pierre-François Pieri      |                      |                                                 |
| 1884                                     | 1900         | Jean Antoine Dominici      |                      |                                                 |
| 1900                                     |              | Vincent Martinetti         |                      |                                                 |
| 1908                                     |              | Jérôme Paoli               |                      |                                                 |
| 1933                                     |              | Louis Giorgi               |                      |                                                 |
| 1937                                     |              | Félix Antoine Colombani    |                      |                                                 |
| 1938                                     |              | Jean Martinetti            |                      |                                                 |
| 1939-1943                                |              | Félix Antoine Colombani    |                      |                                                 |
| 1947                                     |              | François Félix Gambotti    |                      | Retraité militaire                              |
| 1953                                     |              | J.François Santoni         |                      | Chef d'entreprise                               |
| 1965                                     | mars 2001    | Pierre Timothée Pieri      | UDF                  | Médecin                                         |
| mars 2001                                | juin 2008    | Jean Charles Martinetti    | DVD                  | Chef d'exploitation                             |
| 2008                                     | janvier 2019 | Pierre Siméon de Buochberg | DVD                  | Comptable conseiller général puis départemental |
| janvier 2019                             | En cours     | André Rocchi               | Inseme per Prunelli  | Médecin généraliste                             |
| Les données manquantes sont à compléter. |              |                            |                      |                                                 |

## Population et société

### Démographie
L'évolution du nombre d'habitants est connue à travers les recensements de la population effectués dans la commune depuis 1800. Pour les communes de moins de 10 000 habitants, une enquête de recensement portant sur toute la population est réalisée tous les cinq ans, les populations de référence des années intermédiaires étant quant à elles estimées par interpolation ou extrapolation. Pour la commune, le premier recensement exhaustif entrant dans le cadre du nouveau dispositif a été réalisé en 2004.

En 2022, la commune comptait 3 736 habitants, en évolution de +2,3 % par rapport à 2016 (Haute-Corse : +5,15 %, France hors Mayotte : +2,11 %).
| 1800 | 1806 | 1821 | 1831 | 1836 | 1841 | 1846 | 1851 | 1856  |
| ---- | ---- | ---- | ---- | ---- | ---- | ---- | ---- | ----- |
| 325  | 475  | 264  | 480  | 536  | 600  | 690  | 867  | 1 049 |

| 1861 | 1866 | 1872 | 1876 | 1881 | 1886  | 1891  | 1896  | 1901  |
| ---- | ---- | ---- | ---- | ---- | ----- | ----- | ----- | ----- |
| 918  | 871  | 740  | 824  | 965  | 1 202 | 1 120 | 1 076 | 1 197 |

| 1906  | 1911  | 1921  | 1926  | 1931  | 1936  | 1946  | 1954  | 1962  |
| ----- | ----- | ----- | ----- | ----- | ----- | ----- | ----- | ----- |
| 1 194 | 1 088 | 1 021 | 1 117 | 1 160 | 1 329 | 1 107 | 1 172 | 1 186 |

| 1968  | 1975  | 1982  | 1990  | 1999  | 2004  | 2006  | 2009  | 2014  |
| ----- | ----- | ----- | ----- | ----- | ----- | ----- | ----- | ----- |
| 1 536 | 1 608 | 2 339 | 2 647 | 2 745 | 2 943 | 3 036 | 3 286 | 3 514 |

| 2019  | 2022  | - | - | - | - | - | - | - |
| ----- | ----- | - | - | - | - | - | - | - |
| 3 667 | 3 736 | - | - | - | - | - | - | - |

Après une longue stagnation depuis la fin du XIXe siècle, la commune enregistre depuis les années 1960 une forte progression de sa population, qui ne semble pas devoir faiblir.

### Enseignement

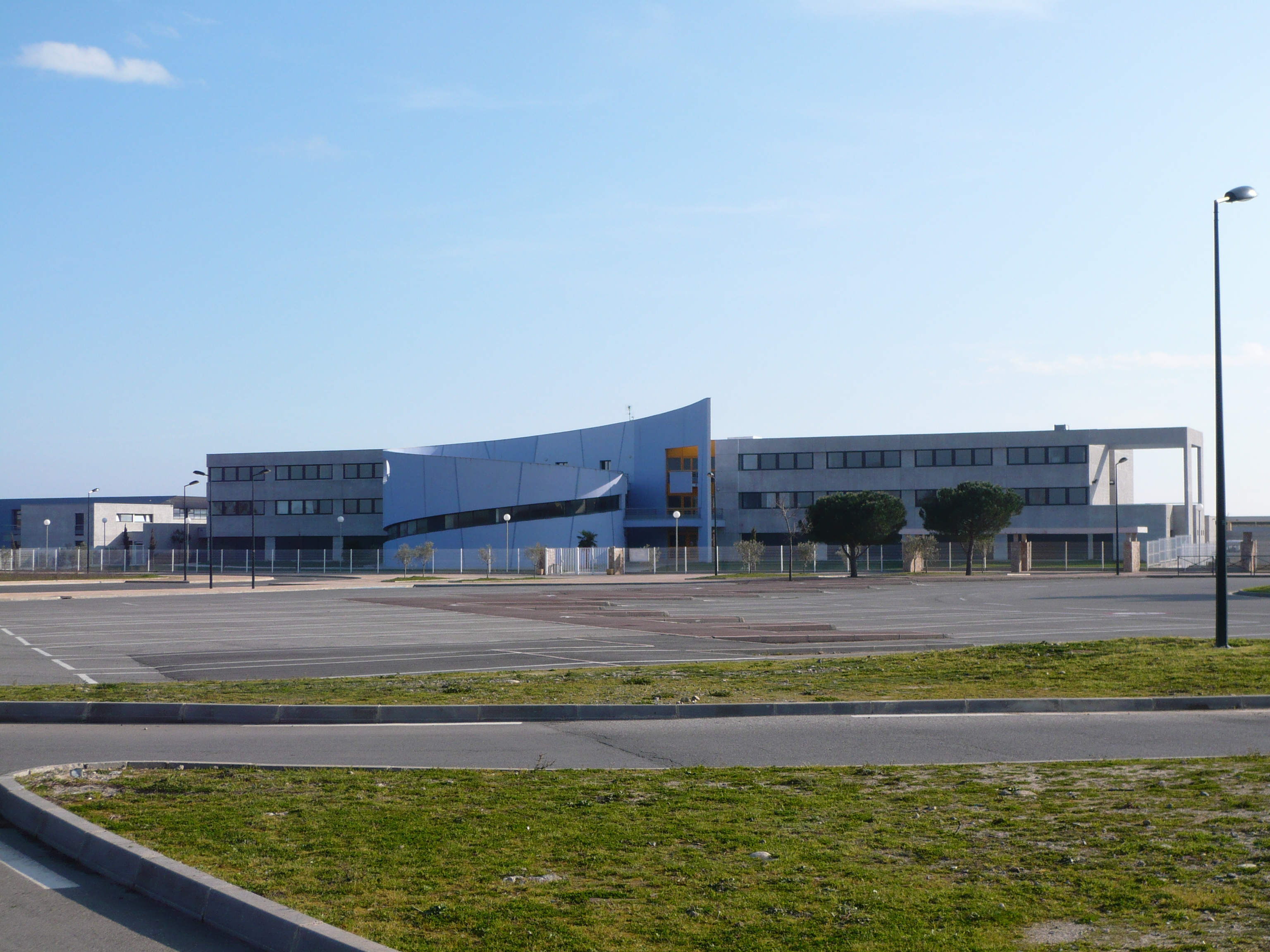
Le lycée de la Plaine.

La commune compte, en plaine, une école primaire et une école maternelle situées à Casella et Capanella entre L'Abbazia et A Morta. Elles reçoivent, aussi, les enfants des communes de montagnes limitrophes, victimes de l'exode rural et n'ayant plus assez d'enfants pour maintenir leurs écoles ouvertes.
Un collège de 800 élèves et un lycée de 350 élèves sont regroupés dans la cité scolaire du Fium'orbu à Migliacciaro ; ils accueillent la majorité des élèves entre Sari-Solenzara et Aléria.

### Sécurité
La commune possède une caserne de pompiers volontaires et deux regroupements médicaux composés de médecins, de dentistes, de vétérinaires, de kinésithérapeutes, d'ostéopathes, de laboratoires.

## Culture et patrimoine
La culture fait l'objet de beaucoup d'efforts de la part de la municipalité et des habitants. Le centre culturel Anima et son école de musique ont vu le jour en 1992 grâce à une politique insufflée par le docteur Timo Pieri, maire d'alors, et continuée depuis par ses successeurs. Des spectacles y sont régulièrement organisés et le rythme des événements y est d'environ un toutes les trois semaines. À noter aussi les branches aquarelle, chants lyriques et polyphoniques et cinéma « Art et Essai ».
On doit aussi au docteur Pieri et à sa sœur Daria Julien-Pieri le musée Mnemosina.

### Armoiries
Dessinées par le docteur Timo Pieri, maire de la commune (de 1965 à 2001), elles furent adoptées en 1982 par le conseil municipal.
Le blason de la commune reprend les éléments sculptés sur le linteau de la chapelle de l'abbaye San Ghjuvanni.
Il est composé de quatre symboles : la main bénissant et la croix pattée légèrement courbée, sculptées à droite, la colombe et la rosace à gauche.

### Lieux et monuments
- Le musée Mnemosina : il présente sur une dizaine de salles l'histoire du Fium'Orbu, de la préhistoire à la Seconde Guerre mondiale, grâce à un fonds d'objets et de documents très riches provenant pour la plupart de dons privés.
- L'église paroissiale Sainte-Marie (a Chjesgia di Santa Maria) : la date de construction de l'église primitive est inconnue, mais elle est déjà rapportée dans des écrits datant du XVIe siècle. L'église a un aspect défensif et possède une colonne sur le fronton. Elle est évoquée par Monseigneur Giustiniani (1470-1536) dans sa "description de la Corse", et comporte une tour clocher à quatre niveaux[16] L'église paroissiale Sainte-Marie.

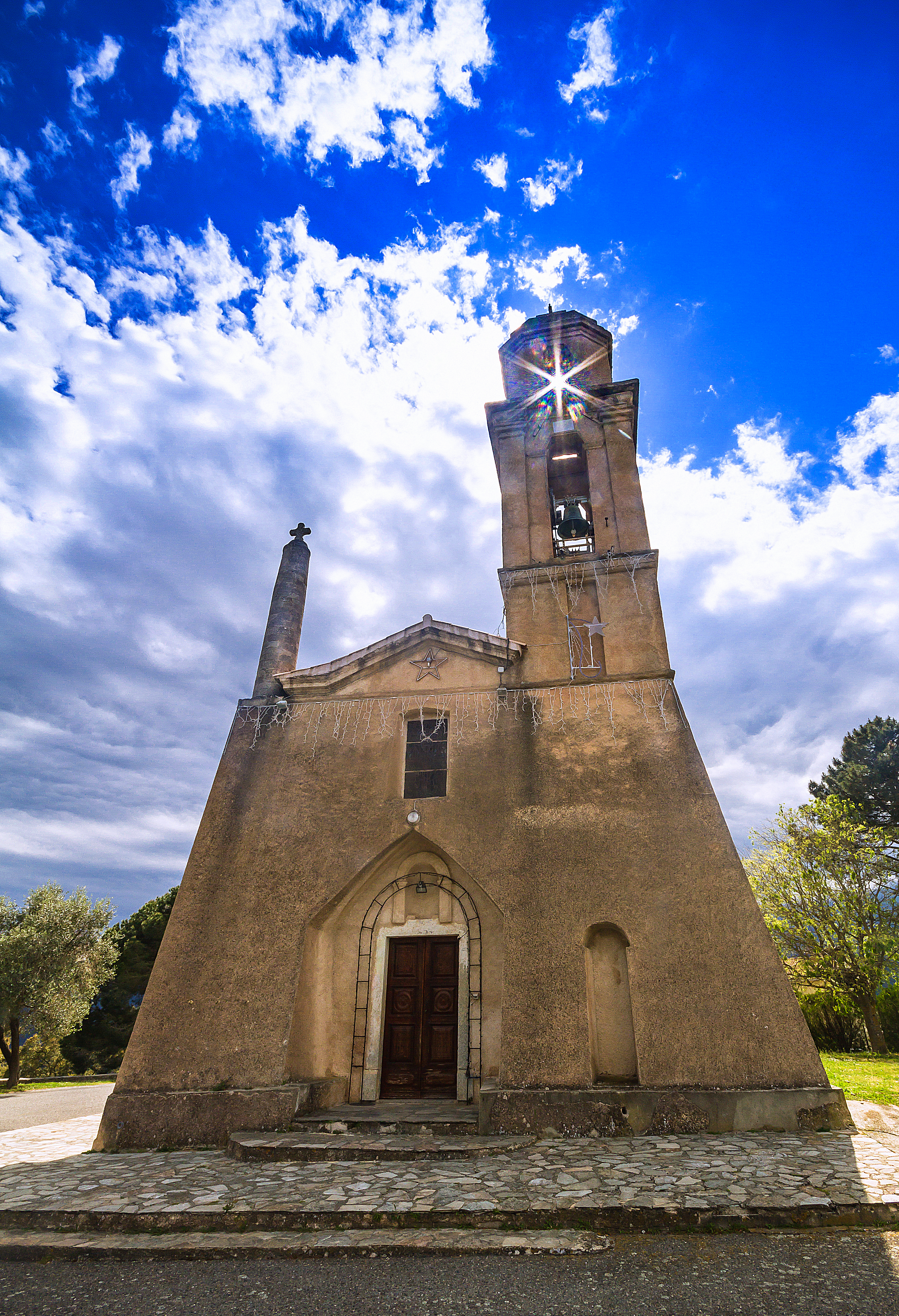
L'église paroissiale Sainte-Marie.

- Les maisons-tours (Casi-Torri) fortifiées, surveillant la mer et la plaine du sud de Palo à Alistro ; elles permettaient de déceler les incursions des Sarrasins, barbaresques et autres ; en position de défense, on s'y enfermait et on interdisait le seul accès à l'étage en retirant l'échelle ; on pouvait faire feu par les meurtrières. Celle de Mezzanura est encore assez bien conservée.
- Le four à pain (u Fornu di Valdu) du XIXe siècle, les fontaines et lavoirs (Funtana e lavatoghju di traghjina, Funtana d'arneri, Funtana d'a chjova) ; fours, lavoirs et fontaines étaient encore utilisés dans les années 1950.
- La « maison carrée » : ancienne caserne de gendarmerie à cour intérieure (XIXe siècle), qui domine le centre du village ; elle fut le théâtre de coups de force de l'histoire du Fium'Orbu.
- U Furno : un four à poteries d'époque romaine.
- Matrale di l'Agnatellu : ancien barrage hydroélectrique de la FORTEF (1931).

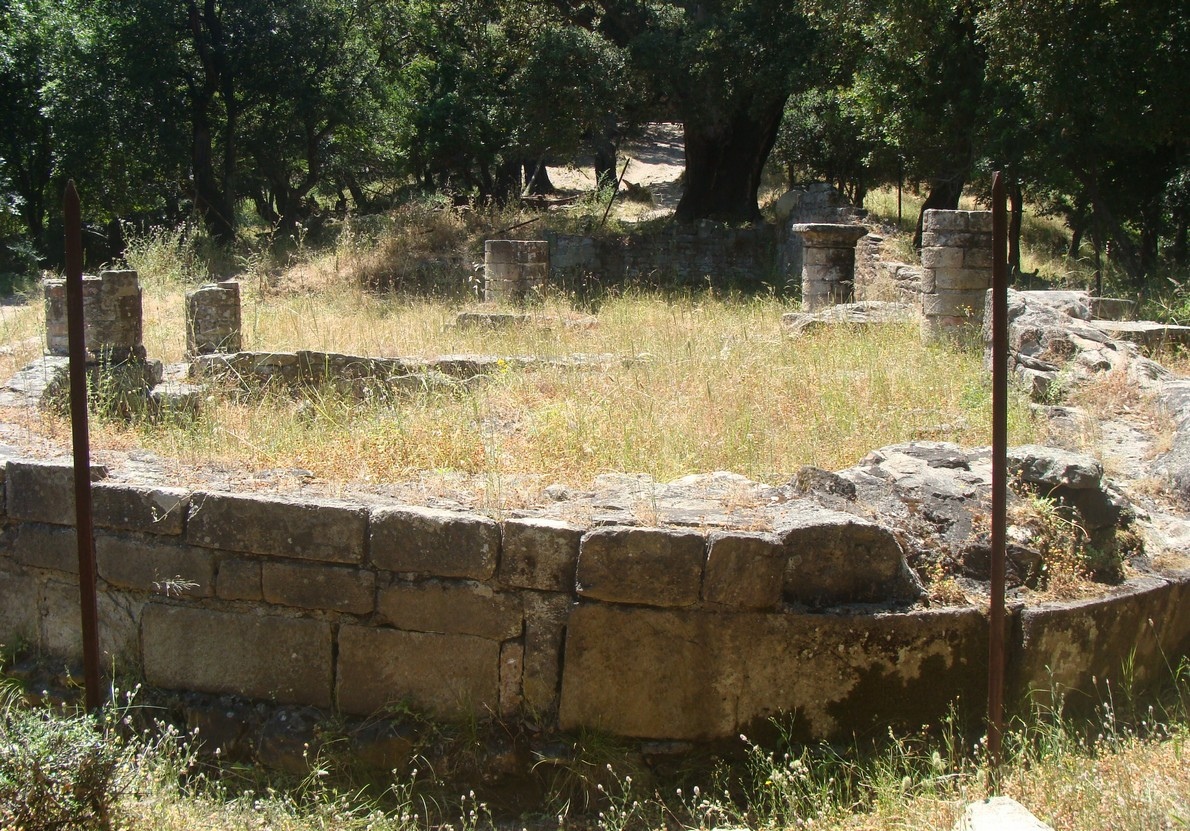
Vue des ruines de la chapelle de la Cursa, isolée dans les bois sous le village de Prunelli.

- La Cursa (A Cappella di a Cursa) : chapelle romane en ruine, construite au XIe siècle sur deux anciens sanctuaires remontant à l'époque paléochrétienne et au haut Moyen Âge. À noter la présence de colonnes liturgiques, disposition originale dans une église médiévale corse, la piscine baptismale circulaire, et la présence d'un chapiteau de colonne et d'un tympan de porte[17].
- Les ruines du couvent Saint-François (u Cuventu San Francescu) : couvent de capucins reconstruit au début du XVIIIe siècle sur un ancien couvent franciscain du début du XVIIe siècle.

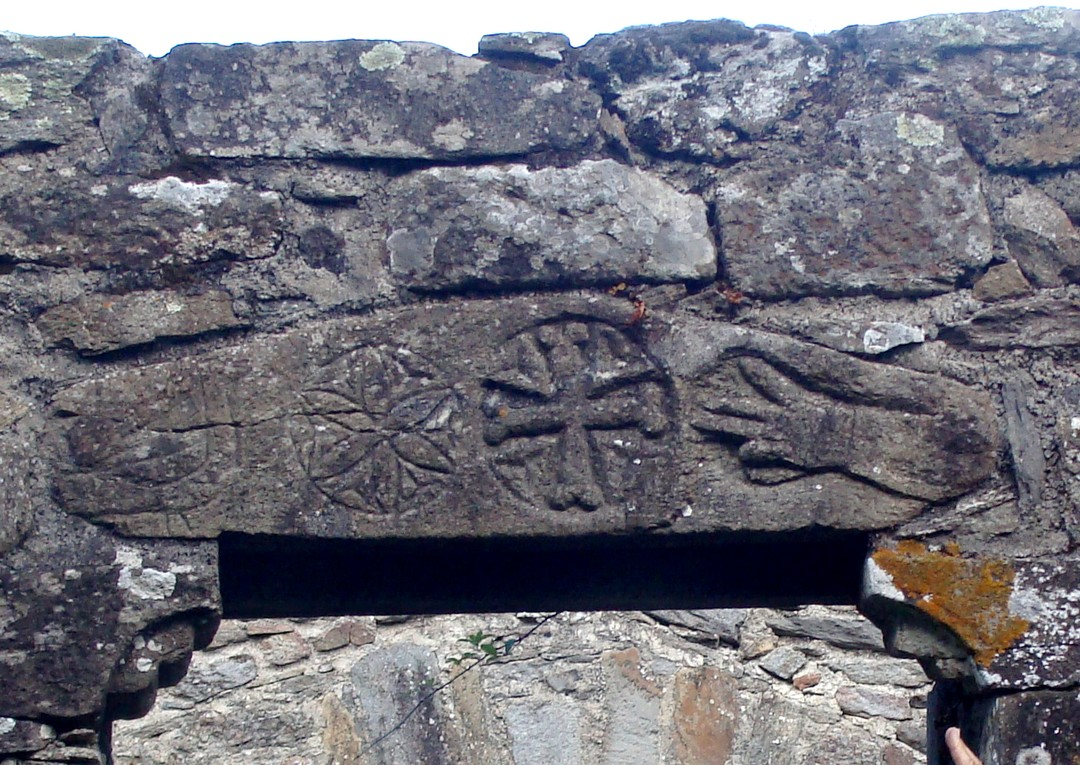
Le linteau de la chapelle de l'abbaye.

- Les ruines de l'abbaye préromane Saint-Jean-l'Évangéliste (l'abbazia san' Ghjuvanni Evangelista), proche de Mandriolo (u Mandriolu), datant des VIe et VIIe siècles. Le linteau sculpté de l'entrée ouest a été repris dans les armoiries de la commune. À côté se trouve une petite maison ayant servi de logement fortifié aux moines, qui avaient eu l'autorisation du pape Grégoire Ier d'être armés[18].
- La citerne du château ruiné de Petra pola.
- A Casa d'u banditu : la maison fortifiée du bandit Santu Micaelli, située sur l'éperon rocheux du site de l'ancien château de Petra Pola.
- Mulinu di Taviani : moulin à eau du XIXe siècle.

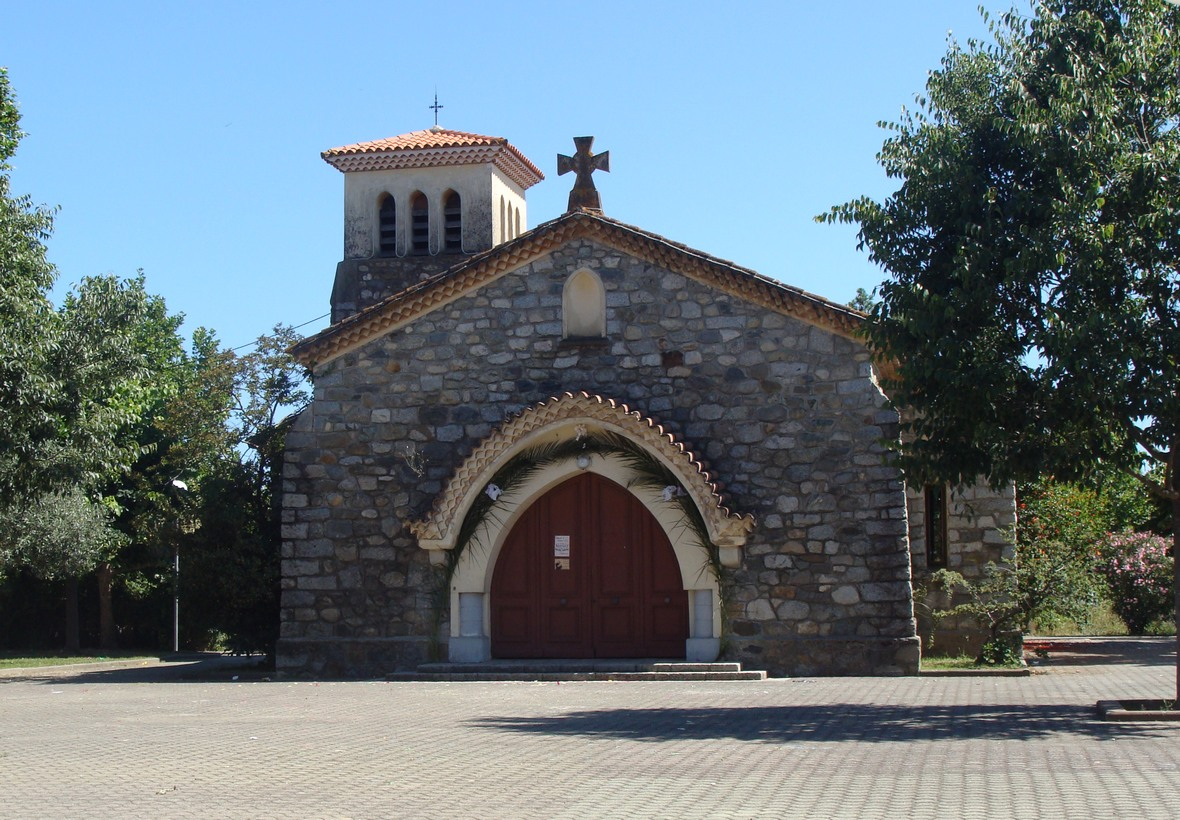
La petite église de Migliacciaro.

- Le four à chaux d’u Nodu[réf. souhaitée].
- Le four à chaux dit U Fornu, situé en bord de route entre Agnatelo et Pietrapola, est une grande bâtisse carrée à quatre ouvertures de voûtes centrales en berceau. Ce four à chaux figure sur le cadastre napoléonien dressé en 1863 et pourrait dater de la fin du XVIIIe siècle ou du début du XIXe siècle[19].
- La tour et le château de la FORTEF : château d'eau et dépendances des dirigeants de la FORTEF à Migliacciaro.
- La petite église Saint-Michel (Chjesgia di San' Michele), à Migliacciaro (années 1930).
- La via romana suprana : longue de quelques centaines de mètres, au sud de Migliacciaro, pourrait être l'une des seules traces restantes d'une éventuelle voie romaine en Corse.
- La casa Paoli à Furnelli (quartier de Migliacciaro),où fut signée en juin 1816 la paix entre le commandant Poli et le représentant du gouvernement de Louis XVII, le gouverneur : général comte Amédée Willot (remplaçant du marquis Charles de Rivière), mettant fin au soulèvement contre la France appelé « guerre du Fium'orbu ».
- U filu neru, à Calzarello : restes d'un canal qui pourrait avoir été creusé par les Romains[réf. nécessaire].

### Manifestations
- Course cycliste de la Costa Serena, départ de Migliacciaru, en avril.
- Show de l'école de musique Anima à Migliacciaru, en avril
- La Nuit du cinéma, organisée par le centre culturel ANIMA au cinéma Excelsior d'Abbazia, le mercredi veille de l'Ascension.
- Challenge François Casamatta, tournoi enfants du Prunelli Football club à Abbazia, week-end de l'Ascension.
- Foire de l'artisanat, à Prunelli-paese, 1re quinzaine de juin.
- Tour cycliste du Fium'Orbu, randonnée non compétitive inter-villages organisée par le V.C.F, en été.
- Mémorial Jean Rocchi, grand concours de pétanque à Abbazia, 1re quinzaine d'août.
- Tournoi Open du Fium'Orbu Tennis club à Abbazia, première quinzaine d'août.
- Jazz in Paese, festival de jazz itinérant, sur quatre soirées, allant de Ghisoni à Prunelli via Lugo et Poggio-di-Nazza, première quinzaine d'août.
- Musicales en ballade, décentralisation des Musicales de Bastia à Migliacciaru, sous l'égide du centre culturel ANIMA, en novembre.
- Festa di a Nazione, à Migliacciaru, le 8 décembre.
- Marcatu di Natale (marché de Noël), foire artisanale à Migliacciaru, week-end précédant Noël.

### Sports et loisirs
Prunelli-di-Fiumorbo est bien doté dans le domaine sportif. On y trouve un plateau sportif, un gymnase et une piscine de 25 mètres, construits récemment et ouverts au public, un centre sportif comprenant des courts de tennis et deux stades ; plusieurs salles sont mises à disposition des associations sportives (et autres). Enfin la commune possède un hippodrome, l'hippodrome de Calzarellu, qui est l'un des quatre hippodromes de la Corse.

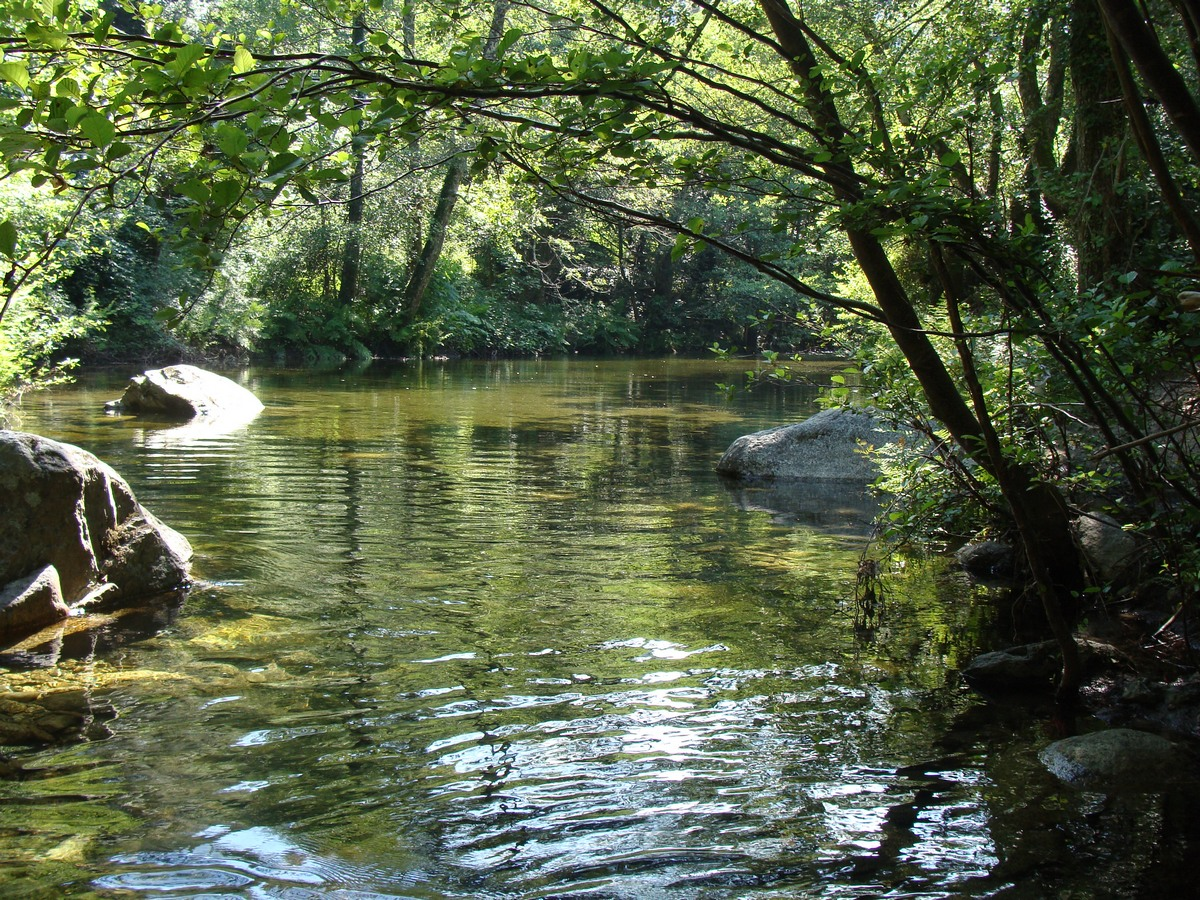
Le Varagno en amont du pont de Coti.

La commune compte également de nombreux clubs sportifs : le Prunelli Football Club, le Migliacciaru Football Club, le Fiumorbu Tennis Club, le Vélo Club du Fium'Orbu, le Shido kan karaté Club, le Kick-boxing Club du Fium'Orbu, la Société des Courses Hippiques de Prunelli et la Squadra di e pieve (rallyes automobiles). Il existe aussi un club de bridge (Bridge Club Prunelli) et un club de tarot (l'Abbazia Tarot Club).
On pratique la baignade à l’onda nera sur l'Abatesco, à a Pignula sur le Varagno, et à la marina di Calzarellu, plage de sable fin située entre les embouchures du Fium'Orbu et de l'Abatesco; mais aussi la randonnée : la promenade des fontaines, le Chjassu d'i Vechki, sentier qui monte du piémont jusqu'à Prunelli-paese en passant non loin de la chapelle de la Cursa, de l'ancien couvent Saint-François (u Cuventu San' Francè) et débouche à la casa-torra di Mezzanura ou à Sarrisacci, et le chemin des chapelles (Chjassu d'i cappelli), qui part de la chapelle San Giovanni (a Capella San' Ghjuvà à Valdu), passe par le château en ruine de Petra pola, la Cursa, le couvent Saint-François, la casa-torra de Mezzanura et aboutit à l'église Sainte-Marie (a Ghjesgia Santa Maria d'I Prunelli).

## Personnalités liées à la commune
- Caius Papirius Maso (231 av. J.-C) Consul romain - Il subit, en 231 av. J.-C., de nombreuses pertes, infligées notamment par les habitants du Fium'Orbu (Cumaseni) lors de sa tentative de développement de l'espace romain en Corse. Une paix est conclue, qui accorde aux insulaires, le droit des peuples latins, et un protectorat de cinquante ans.
- Marie-Antoinette Evangelista, grand-mère paternelle d'Alain Delon ; elle avait épousé Jean-Marcel Delon alors qu'il était percepteur dans la commune. La légende familiale dit la famille Evangelista apparentée aux Bonaparte[21].
- François Medori (1986- ), champion de monde de jet-ski en 2012, membre d'honneur de la commune.

## Héraldique
| Blason de Prunelli-di-Fiumorbo | Blason  | D'azur à la barre cousue de gueules chargée d'une main bénissant senestre mouvant de l'angle du chef, d'un besant chargé d'une ombre de croix pattée, d'un besant chargé de l'ombre d'un entrelacs de six boucles et d'une colombe, le tout d'argent. |
| Blason de Prunelli-di-Fiumorbo | Détails | * Il y a là non-respect de la règle de contrariété des couleurs : ces armes sont fautives (gueules sur azur). Le statut officiel du blason reste à déterminer.                                                                                        |